# Naływna
Naływna (ukr. Наливна) – przystanek kolejowy w pobliżu miejscowości Susły, w rejonie zwiahelskim, w obwodzie żytomierskim, na Ukrainie. Położony jest na linii Kalinkowicze – Szepetówka.